# 加藤知子 (漫画家)
加藤 知子（かとう ともこ、9月14日   - ）は、日本の漫画家。宮城県出身。血液型AB型。1986年に『おだやかな午後がいい』が花とゆめ3号に掲載され、デビューした。代表作は『天上の愛 地上の恋』など。

## 作品リスト

### 漫画
- 異国館ダンディ、全8巻、白泉社、花とゆめコミックス
- HOLD OUT!!、全4巻、白泉社、花とゆめコミックス
- ひみつの海藤家、全4巻、白泉社、花とゆめコミックス
- おまけの海藤家、白泉社、花とゆめコミックス
- 王子様の耳はロバの耳、白泉社、花とゆめコミックス
- 天上の愛 地上の恋、全11巻、白泉社、花とゆめコミックス
- 天上の愛 地上の恋 特別編、白泉社、花とゆめコミックス
- 赤い靴、1巻、白泉社、花とゆめコミックス

### イラスト
- Homicide Collection（2005年、篠原美季著、講談社、講談社X文庫ホワイトハート
- ファイナル・カット（1995年、深沢梨絵著、講談社、講談社X文庫ホワイトハート）